# محرز بن عامر
محرز بن عامر بن مالك بن عدي الخزرجي الأنصاري صحابي جليل من قبيلة الخزرج من الأنصار شهد مع النبي محمد ﷺ غزوة بدر قال ابن سعد: «توفي محرز صبيحة غدا رسول الله صلى الله عليه وسلم إلى أحد فهو يصير فيمن شهد أحدًا».